# Элефтерупольская митрополия
Элефтерупольская митрополия (греч. Ιερά Μητρόπολη Ελευθερουπόλεως) — епархия «Новых Земель» Элладской православной церкви. Как и прочие епархии «Новых Земель» также формально подчинена Константинопольскому Патриархату. Центром епархии является город Элефтеруполис в Греции.
В 1889 году патриарх Константинопольский Дионисий V возвёл епархию в ранг митрополии.

## Епископы
- Анфим (Грипарис) (октябрь 1826 — 28 марта 1863)
- Мелетий (3 февраля 1864 — 25 ноября 1867)
- Неофит (Папаконстантину) (25 ноября 1867 — 19 января 1872)
- Агафангел (12 марта 1872 — 17 июля 1875)
- Дионисий (Кардарас) (17 июля 1875 — 2 сентября 1885)
- Макарий (Агатобулос) (16 сентября 1885 — 15 октября 1888)
- Дионисий (Ставридис) (23 октября 1888 — 3 октября 1900)
- Панарет (Петридис) (5 октября 1900 — 14 июля 1909)
- Герман (Сакеларидис) (16 июля 1909 — июля 1917)
- Константин (Менгрелис) (13 октября 1922 — 9 февраля 1924)
- Емилиан (Дангулас) (13 марта 1924 — 9 ноября 1927)
- Софроний (Стамулис) (19 ноября 1927—1958)
- Амвросий (Николау) (22 септември 1958 — 27 июля 1984)
- Евдоким (Коккинакис) (6 октября 1984 — 30 августа 2003)
- Хризостом (Авайянос) (с 28 апреля 2004)